# Iago López Carracedo
Iago López Carracedo (Lugo, 6 de abril de 1999) es un futbolista español. Juega en la posición de defensa y su equipo es el C. D. Lugo de la Primera Federación.

## Trayectoria
Formado en las categorías inferiores del C. D. Lugo y del Deportivo de la Coruña, desde 2016 a 2018 formó parte del R. C. Deportivo Juvenil "A".
Durante la temporada 2018-19 pasó a formar parte de la disciplina del Girona F. C., conjunto que lo cedió a su filial, el C. F. Peralada de la Segunda División B, en el que disputó 29 encuentros y anotó dos goles.
El 19 de agosto de 2019 firmó por la U. D. Logroñés de la misma categoría también como cedido.
Durante la temporada 2019-20 disputó 17 partidos de liga, en los que anotó un gol, además de un partido de Copa del Rey y el encuentro de la eliminatoria final por el play-off de ascenso que acabaría con el ascenso a la Segunda División tras vencer por penaltis en la eliminatoria frente al C. D. Castellón.
En agosto de 2020 el club gerundense renovó su contrato hasta junio de 2022 y volvió a cederlo al equipo riojano.
El 13 de julio de 2021 se desvinculó del Girona F. C., firmando por dos temporadas con el C. D. Mirandés de la Segunda División. Cumplió una de ellas, ya que el 29 de julio del año siguiente se incorporó a la A. D. Alcorcón.
En septiembre de 2024 se marchó a Rumania para jugar en el Universitatea Craiova. Allí compitió durante una temporada en la Liga I y el 25 de julio de 2025 se hizo oficial su vuelta al C. D. Lugo.

## Clubes
| Club                    | País    | Año       |
| ----------------------- | ------- | --------- |
| Girona F. C.            | España  | 2018-2021 |
| C. F. Peralada (cedido) | España  | 2018-2019 |
| U. D. Logroñés (cedido) | España  | 2019-2021 |
| C. D. Mirandés          | España  | 2021-2022 |
| A. D. Alcorcón          | España  | 2022-2024 |
| Universitatea Craiova   | Rumania | 2024-2025 |
| C. D. Lugo              | España  | 2025-     |